# Скотті Піппен-молодший
Скотті Моріс Піппен-молодший (нар. 10 листопада 2000) — американський професійний баскетболіст команди «Memphis Grizzlies» Національної баскетбольної асоціації (NBA). Він грав у студентський баскетбол за команду «Vanderbilt Commodores» . Він син колишнього гравця NBA та члена Зали слави Скотті Піппена та телеведучої Ларси Піппен .

## Раннє життя
Піппен народився в Портленді, штат Орегон, коли його батько грав за « Портленд Трейл Блейзерс» .
Від попередніх стосунків батька у нього є чотири старші зведені брати та сестри: Антрон, Сієрра, Тейлор і Тайлер. Антрон і Тайлер Піппен померли. Відносини його батька з матір'ю, Ларсою Піппен, привели до появи трьох майбутніх молодших рідних братів і сестер: Престона, Джастіна та Софії.
З дитячого садка до десятого класу Скотті відвідував школу Пайн-Крест у Флориді, де він дав своє перше інтерв'ю після гри, будучи другокурсником. Перед молодшим роком його родина переїхала до Лос-Анджелеса, і він перейшов до школи Сьєрра-Каньйон у Чатсворті, Каліфорнія, де була більш конкурентоспроможна баскетбольна команда. У Sierra він грав разом з майбутніми гравцями НБА, такими як Марвін Беглі III, Кеньйон Мартін молодший і Кассіус Стенлі. Будучи старшим, він набирав у середньому 16,3 очка, 4,6 передачі та 3,6 підбирання за гру та допоміг своїй команді виграти титул штату у Відкритому дивізіоні міжшкільної федерації Каліфорнії [2]. Піппен змагався за Oakland Soldiers на трасі Amateur Athletic Union [3]. Він вирішив у майбутньому грати в студентський баскетбол за Вандербільта через пропозиції від штату Вашингтон, Сан-Франциско, штату Колорадо, Каліфорнійського університету в Санта-Барбарі та Хофстри.[4][5]

## Кар'єра в університеті
20 листопада 2019 року Піппен набрав рекорд сезону для першокурсників 21 очко в перемозі над Остіном Пі (90–72). У фіналі регулярного сезону 7 березня 2020 року він вдруге набрав 21 очко в перемозі над «Південною Кароліною» з рахунком 83–74. Будучи першокурсником, Піппен набирав у середньому 12 очок і 3,6 підбирання за гру, отримавши нагороди команди першокурсників Південно- Східної конференції (SEC).
Майбутні від'їзди майбутніх гравців НБА Аарона Несміта та Сабена Лі призвели до майбутнього очікування провідної ролі в команді, що збулося в його другому сезоні. 27 грудня 2020 року Піппен набрав 30 очок у перемозі над «Алкорн Стейт» (87–50). 9 січня 2021 року він зробив свій перший дабл-дабл, набравши 18 очок і 12 результативних передач у поразці з рахунком 84–81 проти «Міссісіпі Стейт» . 27 січня 2021 року Піппен набрав 32 очки в поразці від Флориди з рахунком 78:71. На другому курсі він набирав у середньому 20,8 очка, 2,8 підбирання та 4,9 передачі за гру. 10 квітня 2021 року Піппен оголосив про участь у драфті NBA 2021, зберігаючи право на вступ до коледжу. Пізніше він знявся з драфту, повернувшись до Вандербільта на свій юніорський сезон. 7 грудня 2021 року Піппен забив останній другий триочковий і зрівняв рахунок проти Темпла . У молодшому віці він набирав у середньому 20,4 очка, 4,5 передачі, 3,6 підбирання та 1,9 перехоплення за гру. Він був призначений до першої команди All- SEC як юніор. 18 квітня 2022 року Піппен оголосив про участь у драфті NBA 2022, відмовившись від права на навчання в коледжі.

## Професійна кар'єра

### Лос-Анджелес Лейкерс (2022—2023)
Після того, як Піппен не був обраний на драфті NBA 2022 року, 1 липня 2022 року підписав двосторонній контракт із " Лос-Анджелес Лейкерс ", розділивши час із їхнім партнером у G-лізі, « South Bay Lakers», згодом приєднавшись до Лос-Анджелеса для участі в турнірі. Літня ліга НБА 2022 . У своєму дебюті в Літній лізі Піппен набрав чотирнадцять очок, шість підбирань, три результативні передачі та блок-блок у перемозі над « Маямі Гіт» з рахунком 100–66. Його було призначено до першої наступної гри Ліги-G на сезон 2022—2023.
7 вересня 2023 року Піппен повторно підписав контракт із «Лейкерс» за Додатком 10, але 16 жовтня його розірвали

### Саут Бей Лейкерс (2023—2024)
28 жовтня 2023 року Піппен знову приєднався до Саут-Бей Лейкерс .

### Мемфіс Гріззліс (2024–тепер)
16 січня 2024 року Піппен підписав двосторонній контракт з « Мемфіс Гріззліз» . 15 жовтня контракт Піппена було перетворено на стандартний чотирирічний контракт.
2 листопада 2024 року Піппен набрав 12 очок і зробив рекордні за кар'єру 13 передач у перемозі над «Філадельфія 76ерс» з рахунком 124:107. 8 листопада Піппен зробив свій перший тріпл-дабл у кар'єрі, набравши 11 очок, 10 підбирань і 11 передач у перемозі над «Вашингтон Візардс» з рахунком 128—104. Він і його батько Скотті стали першим дуетом батько-син в історії НБА, кожен з яких зробив тріпл-дабл. 23 листопада Піппен записав рекорд кар'єри — 30 очок і 10 асистів у перемозі над «Чикаго Буллз» (142—131).

## Статистика кар'єри

### NBA
| Сезон   | Команда     | GP | GS | MPG  | FG%  | 3P%  | FT%  | RPG | APG | SPG | BPG | PPG  |
| ------- | ----------- | -- | -- | ---- | ---- | ---- | ---- | --- | --- | --- | --- | ---- |
| 2022–23 | L.A. Lakers | 6  | 0  | 5.3  | .333 | .333 | .556 | .7  | .3  | .3  | .2  | 2.3  |
| 2023–24 | Memphis     | 21 | 16 | 25.1 | .493 | .417 | .745 | 3.2 | 4.7 | 1.7 | .5  | 12.9 |
| Career  | Career      | 27 | 16 | 20.7 | .484 | .413 | .719 | 2.6 | 3.7 | 1.4 | .4  | 10.6 |

### Коледж
| Сезон   | Команда    | GP | GS | MPG  | FG%  | 3P%  | FT%  | RPG | APG | SPG | BPG | PPG  |
| ------- | ---------- | -- | -- | ---- | ---- | ---- | ---- | --- | --- | --- | --- | ---- |
| 2019–20 | Vanderbilt | 32 | 31 | 29.8 | .393 | .362 | .709 | 2.8 | 3.6 | 1.1 | .1  | 12.0 |
| 2020–21 | Vanderbilt | 22 | 22 | 31.8 | .428 | .358 | .850 | 2.9 | 4.9 | 1.8 | .2  | 20.8 |
| 2021–22 | Vanderbilt | 36 | 36 | 33.1 | .416 | .325 | .749 | 3.6 | 4.5 | 1.9 | .2  | 20.4 |
| Career  | Career     | 90 | 89 | 31.6 | .414 | .343 | .763 | 3.1 | 4.3 | 1.6 | .2  | 17.5 |

## Особисте життя
Піппен є сином баскетболіста Залу слави Скотті Піппена, який виграв шість чемпіонатів НБА з « Чикаго Буллз» протягом своєї 17-річної кар'єри в лізі, та медіа-персони Ларси Піппена, учасниці акторського складу «Справжні домогосподарки Маямі». і творець OnlyFans . Його мати ассирійського походження.
Він двоюрідний брат Кавіона Піппена, американського професійного баскетболіста .